# Rollán (kommunhuvudort)
Rollán är en kommunhuvudort i Spanien.   Den ligger i provinsen Provincia de Salamanca och regionen Kastilien och Leon, i den centrala delen av landet, 200 km väster om huvudstaden Madrid. Rollán ligger 799 meter över havet och antalet invånare är 538.
Terrängen runt Rollán är platt. Runt Rollán är det glesbefolkat, med 10 invånare per kvadratkilometer. Närmaste större samhälle är Ledesma, 15,7 km nordväst om Rollán. Trakten runt Rollán består till största delen av jordbruksmark.